# مارك هايز
مارك هايز (بالإنجليزية: Mark Hayes)‏ هو ملحن أمريكي، ولد في 28 مارس 1953.

## وصلات خارجية
- الموقع الرسمي
- مارك هايز على موقع ميوزك برينز (الإنجليزية)